# Knowle (Shropshire)
Knowle – wieś w Anglii, w hrabstwie Shropshire. Leży 40 km na południe od miasta Shrewsbury i 195 km na północny zachód od Londynu.